# The Album (album d'ABBA)
Pour les articles homonymes, voir The Album.
Albums de ABBA
Arrival
(1976) Voulez-Vous
(1979)
Singles
1. The Name of the Game
Sortie : 17 octobre 1977
2. Take a Chance on Me
Sortie : janvier 1978
3. Eagle/Thank You for the Music
Sortie : 18 mai 1978

The Album, également connu sous le titre ABBA: The Album, est le cinquième album studio du groupe de pop suédois ABBA, sorti le 12 décembre 1977, en même temps que le film Vive ABBA (ABBA: The Movie), avec plusieurs des chansons figurant dans le film. Au total, l'album contient neuf chansons.
L'album contient deux singles devenus numéro un au Royaume-Uni, Take a Chance on Me et The Name of the Game, ainsi que les succès européens Eagle et Thank You for the Music.

## Titres
Toutes les chansons sont écrites et composées par Benny Andersson et Björn Ulvaeus, sauf indication contraire.
| 1. | Eagle                |                                       | 5:51 |
| 2. | Take a Chance on Me  |                                       | 4:05 |
| 3. | One Man, One Woman   |                                       | 4:25 |
| 4. | The Name of the Game | - Andersson - Stig Anderson - Ulvaeus | 4:54 |

| 5. | Move On           | - Andersson - Anderson - Ulvaeus | 4:42 |
| 6. | Hole in Your Soul |                                  | 3:41 |

| The Girl with the Golden Hair: Three Scenes from a Mini-Musical | The Girl with the Golden Hair: Three Scenes from a Mini-Musical | The Girl with the Golden Hair: Three Scenes from a Mini-Musical | The Girl with the Golden Hair: Three Scenes from a Mini-Musical | The Girl with the Golden Hair: Three Scenes from a Mini-Musical | The Girl with the Golden Hair: Three Scenes from a Mini-Musical | The Girl with the Golden Hair: Three Scenes from a Mini-Musical | The Girl with the Golden Hair: Three Scenes from a Mini-Musical | The Girl with the Golden Hair: Three Scenes from a Mini-Musical | The Girl with the Golden Hair: Three Scenes from a Mini-Musical |
| No                                                              | Titre                                                           | Durée                                                           |                                                                 |                                                                 |                                                                 |                                                                 |                                                                 |                                                                 |                                                                 |
| --------------------------------------------------------------- | --------------------------------------------------------------- | --------------------------------------------------------------- | --------------------------------------------------------------- | --------------------------------------------------------------- | --------------------------------------------------------------- | --------------------------------------------------------------- | --------------------------------------------------------------- | --------------------------------------------------------------- | --------------------------------------------------------------- |
| 7.                                                              | Thank You for the Music                                         | 3:48                                                            |                                                                 |                                                                 |                                                                 |                                                                 |                                                                 |                                                                 |                                                                 |
| 8.                                                              | I Wonder (Departure)                                            | 4:33                                                            |                                                                 |                                                                 |                                                                 |                                                                 |                                                                 |                                                                 |                                                                 |
| 9.                                                              | I'm a Marionette                                                | 3:54                                                            |                                                                 |                                                                 |                                                                 |                                                                 |                                                                 |                                                                 |                                                                 |
| 40:01                                                           |                                                                 |                                                                 |                                                                 |                                                                 |                                                                 |                                                                 |                                                                 |                                                                 |                                                                 |

| 10. | Thank You for the Music (version Doris Day) | 4:03 |

## Crédits
| ABBA - Benny Andersson : claviers, chant - Agnetha Fältskog : chant - Anni-Frid Lyngstad : chant - Björn Ulvaeus : guitares, chant Musiciens supplémentaires - Ola Brunkert : batterie - Lars Carlsson : flûte, saxophone - Malando Gassama : percussions - Rutger Gunnarsson : basse - Roger Palm : batterie - Janne Schaffer : guitare - Lasse Wellander : guitare | Production - Benny Andersson; Björn Ulvaeus - producteurs - Michael B. Tretow - ingénieur du son - Rutger Gunnarsson - arrangeur - Rune Söderqvist - Conception - Barry Levine - photographie - Björn; Andersson; Rune Söderqvist - illustrations - Jon Astley et Tim Young avec Michael B. Tretow - Remasterisation de la Ré-édition de 1997 - Ré-édition de 2001 : Jon Astley with Michael B. Tretow - Remasterisation de la Ré-édition de - Henrik Jonsson - Remasterisation du Coffret Complet de tous les enregistrements studio de 2005 |

## Classements
| Classement (1977–78)                 | Meilleure position |
| ------------------------------------ | ------------------ |
| Allemagne de l'Ouest (Media Control) | 2                  |
| Australie (Kent Music Report)        | 4                  |
| Autriche (Ö3 Austria Top 40)         | 2                  |
| Canada (Canadian Albums)             | 8                  |
| États-Unis (Billboard 200)           | 14                 |
| Finlande (Suomen virallinen lista)   | 2                  |
| Italie (Musica e dischi)             | 25                 |
| Japon (Oricon)                       | 9                  |
| Norvège (VG-lista)                   | 1                  |
| Nouvelle-Zélande (RIANZ)             | 1                  |
| Pays-Bas (Mega Album Top 100)        | 1                  |
| Royaume-Uni (UK Albums Chart)        | 1                  |
| Suède (Sverigetopplistan)            | 1                  |

| Classement (2021)         | Meilleure position |
| ------------------------- | ------------------ |
| Grèce (IFPI)              | 41                 |
| Suède (Sverigetopplistan) | 29                 |

| Classement (1978)                         | Position |
| ----------------------------------------- | -------- |
| Allemagne de l'Ouest (Offizielle Top 100) | 5        |
| Autriche (Ö3 Austria)                     | 2        |
| Canada (Top Albums)                       | 42       |
| États-Unis (Billboard 200)                | 22       |
| Nouvelle-Zélande (RIANZ)                  | 19       |
| Pays-Bas (Album Top 100)                  | 4        |
| Royaume-Uni (OCC)                         | 3        |